# Oboronprom
OPK Oboronprom (Russisch: ОПК Оборонпром) is een Russische luchtvaartholding, voor 67,66% in handen van de Russische overheid. Oboronprom is in 2006 ontstaan uit een fusie van Kamov met Mil en Rostvertol. Het onderdeel van de groep dat helikopters maakt, heet nu Russian Helicopters. Het heeft aandelen in of controleert de volgende bedrijven:
- Defence Systems (75%)
- Kamov (49.46%), helikopterbouwer
- Kazan Helicopters (29,92%), fabriek voor het bouwen van de Mil Mi-8 'Hip'
- Mil (36%), design bureau
- Rostvertol (17,13%), fabriek voor het bouwen van de Mi-24 'Hind' en de Mi-26 'Halo'
- Ulan-Ude Aviation Plant (75,09%), fabriek voor het bouwen van de Mil Mi-8 'Hip' en de Mi-117
- Moscow Machinebuilding Plant (38%)
- Stupino Machinebuilding Production Enterprise (60%)
- Oboronprom Helicopter Service Company (100%)
- Novosibirsk Aircraft Repair Plant (50%)
- Oboronprom Middle East Joint Venture (Jordan) (51%)
- R.E.T. Kronstadt (9.37%)

## Helikopters
- Kamov Ka-27
- Kamov Ka-28
- Kamov Ka-29
- Kamov Ka-31
- Kamov Ka-32
- Kamov Ka-226
- Kamov Ka-50
- Kamov Ka-52
- Kamov Ka-62
- Mil Mi-8
- Mil Mi-24
- Mil Mi-26
- Mil Mi-28
- Mil Mi-38
- Mil Mi-54
- Mil Mi-171
- Een toekomstige vijfde generatie helikopter